# EuroBasket Division B
L'EuroBasket Division B est la deuxième division du Championnat d'Europe de basket-ball masculin. Le tournoi fut organisé de 2005 jusqu'en 2011, année où la FIBA Europe abandonna le système de divisions.

## Format
Ce championnat bi-annuel a pour but de promouvoir deux équipes qui peuvent par la suite participer à la phase de qualifications du Championnat d'Europe à venir.
Treize à quinze équipes sont réparties en trois ou quatre groupes qui se disputent des matchs de poule. Les quatre premiers (ou les trois premiers et le meilleur deuxième) se disputent ensuite en rencontres aller-retour lors de demi-finales dont les vainqueurs sont promus en division A.
En échange de ces deux promus, deux équipes de division A sont reléguées en division B.
Avant 2005, les équipes les plus faibles disputaient des tours préliminaires à la suite desquels les meilleures étaient intégrées aux groupes qualificatifs pour le championnat d’Europe.

## EuroBasket Division B 2005
Septembre 2004-septembre 2005
Les équipes promues à l'issue de ce tournoi sont en mesure de participer à la campagne de qualifications pour le Championnat d'Europe de basket-ball 2007.
| - Groupe A - Danemark - Islande - Roumanie - Groupe B - Irlande - Slovaquie - Suisse - Malte - Groupe C - Autriche - Biélorussie - Chypre - Albanie - Groupe D - Macédoine - Géorgie - Finlande - Luxembourg | - Demi-finales - Macédoine 200-137 Autriche - Danemark 154-152 Irlande Note : Les équipes en gras sont promues en division A |

## EuroBasket Division B 2007
Septembre 2006-septembre 2007
Les équipes promues à l'issue de ce tournoi sont en mesure de participer à la campagne de qualifications pour le Championnat d'Europe de basket-ball 2009.
| - Groupe A - Suisse - Roumanie - Irlande - Chypre - Groupe B - Grande-Bretagne - Pays-Bas - Biélorussie - Slovaquie - Albanie - Groupe C - Finlande - Géorgie - Islande - Autriche - Luxembourg | - Demi-finales - Finlande 187-144 Roumanie - Grande-Bretagne 163-119 Suisse Note : Les équipes en gras sont promues en division A |

## Eurobasket Division B 2009
Septembre 2008-septembre 2009
Les équipes promues à l'issue de ce tournoi sont en mesure de participer à la campagne de qualifications pour le Championnat d'Europe de basket-ball 2011.
| - Groupe A - Monténégro - Pays-Bas - Autriche - Islande - Danemark - Groupe B - Biélorussie - Suisse - Chypre - Roumanie - Albanie - Groupe C - Géorgie - Suède - Slovaquie - Irlande - Luxembourg | - Demi-finales - Monténégro 158-121 Suède - Géorgie 175-159 Biélorussie Note : Les équipes en gras sont promues en division A |

## Eurobasket Division B 2011
Août 2010 - août 2011
Les équipes promues à l'issue de ce tournoi sont en mesure de participer à la campagne de qualifications pour le Championnat d'Europe de basket-ball 2013.
| - Groupe A - Estonie - Pays-Bas - Autriche - Luxembourg - Groupe B - Suède - Azerbaïdjan - Biélorussie - Roumanie - Albanie - Groupe C - République tchèque - Suisse - Slovaquie - Chypre | - Arrêt du système de divisions instauré par la FIBA Europe - Tous les matchs de poule ont été effectués - Les demi-finales sont annulées - Tous les participants rejoignent de facto la division A |